# Silvestr II.
Silvestr II., známý také jako Gerbert z Aurillacu (Gilbert d'Aurillac) či Gerbert z Remeše (kolem 950 Auvergne – 12. května 1003 Řím) se stal jako první představitel francouzského kléru papežem, kterým byl v letech 999–1003. Přátelil se s císařem Otou III., s nímž osnoval plány na „renovatio imperii Romanorum“, obnovení římské říše, jež měla být řízena dvojí mocí: světskou – císařem a duchovní – papežem. Byl významným a všestranně vzdělaným učencem, a to především v přírodních vědách a filozofii. Do Evropy přinesl arabské znalosti matematiky a astronomie (například arabské číslice).

## Život

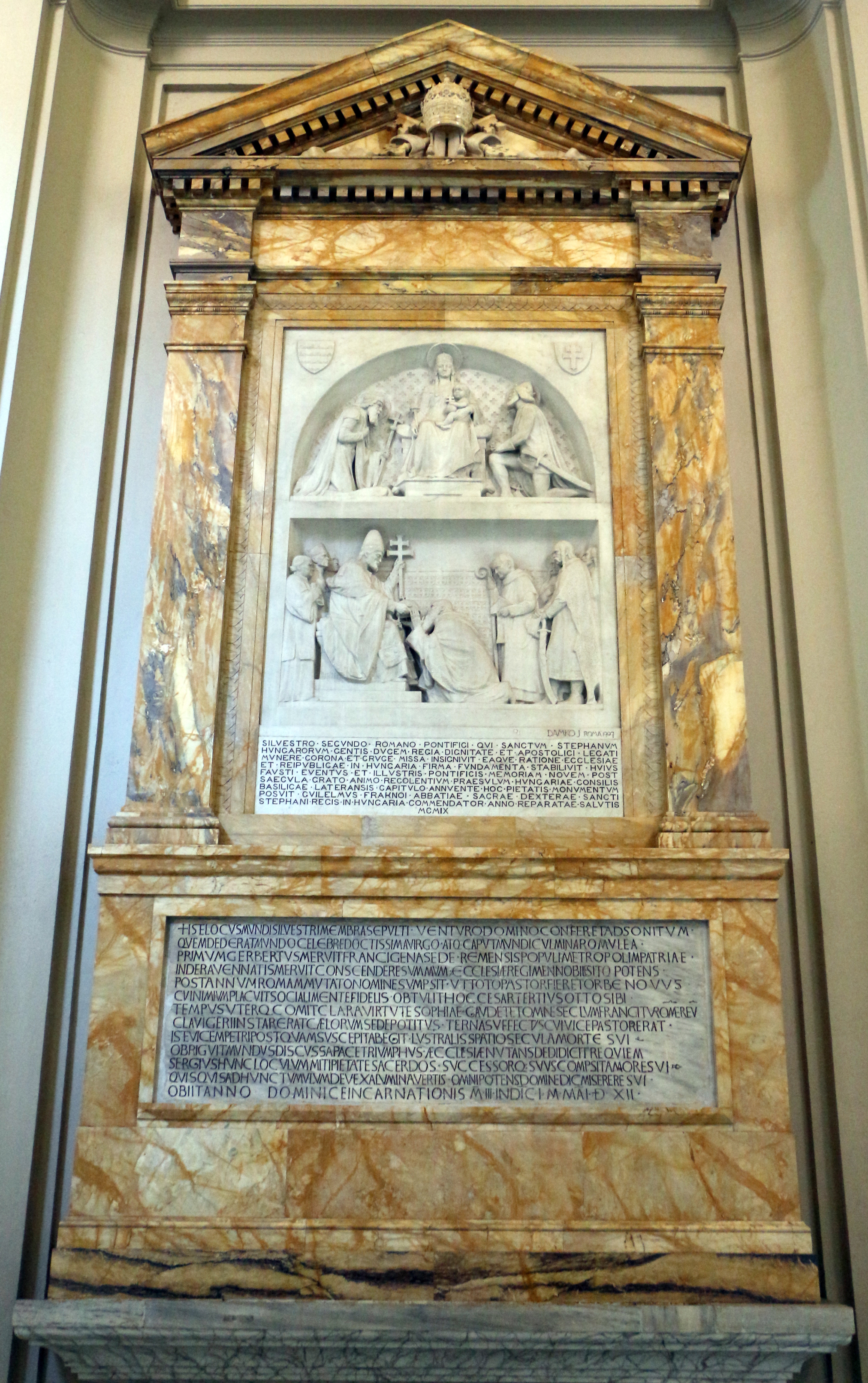
Kenotaf papeže Silvestra II. v Lateránské bazilice

Narodil se mezi roky 940 a 950 (někdy se též uvádí 955) v kraji Auvergne ve Francii. Kolem roku 963 vstoupil do kláštera sv. Geralda v Aurillacu. Když roku 967 navštívil klášter barcelonský hrabě Borell II. Barcelonský, opat ho požádal, aby vzal Gerberta s sebou do Španělska, kde by mohl získat další vzdělání. V následujících letech studoval Gerbert v katalánském městě Vic v péči zdejšího biskupa. Zde se seznámil s arabskými znalostmi matematiky a přírodních věd, díky nimž získal pověst znalce magie.
V roce 969 uskutečnil spolu s Borellem a biskupem Hattonem z Vichu pouť do Říma. Zde si ho všiml papež Jan XIII. a doporučil ho císaři Otovi I., který z něho učinil učitele svého mladého syna pozdějšího císaře Oty II. O několik let později mu dal Ota svolení, aby studoval na katedrální škole v Remeši, kde ho remešský arcibiskup Adalberon brzy jmenoval učitelem. Roku 982 ho Ota II. jmenoval opatem v Bobbiu. Opatství však bylo téměř zničeno předchozím opatem, Gerbert se ho sice snažil obnovit, ale po smrti Oty II. se vrátil do Remeše. Z této školy pak již jako představený vytvořil středisko francouzské učenosti a dal zde matematickým vědám takový význam, jaký dříve na Západě neměly. Stal se rovněž sekretářem arcibiskupa.
V roce 985 se zapletl do politiky. Když se francouzský král Lothar I. snažil získat Lotrinsko na Otovi III., Gerbert a arcibiskup Adalberon se mu postavili podporou Hugo Kapeta. Když roku 986 zemřel Lothar a o rok později i jeho syn Ludvík V., oba podpořili Hugo Kapeta, který byl pak zvolen králem Francie a ukončil tak vládu dynastie Karlovců.

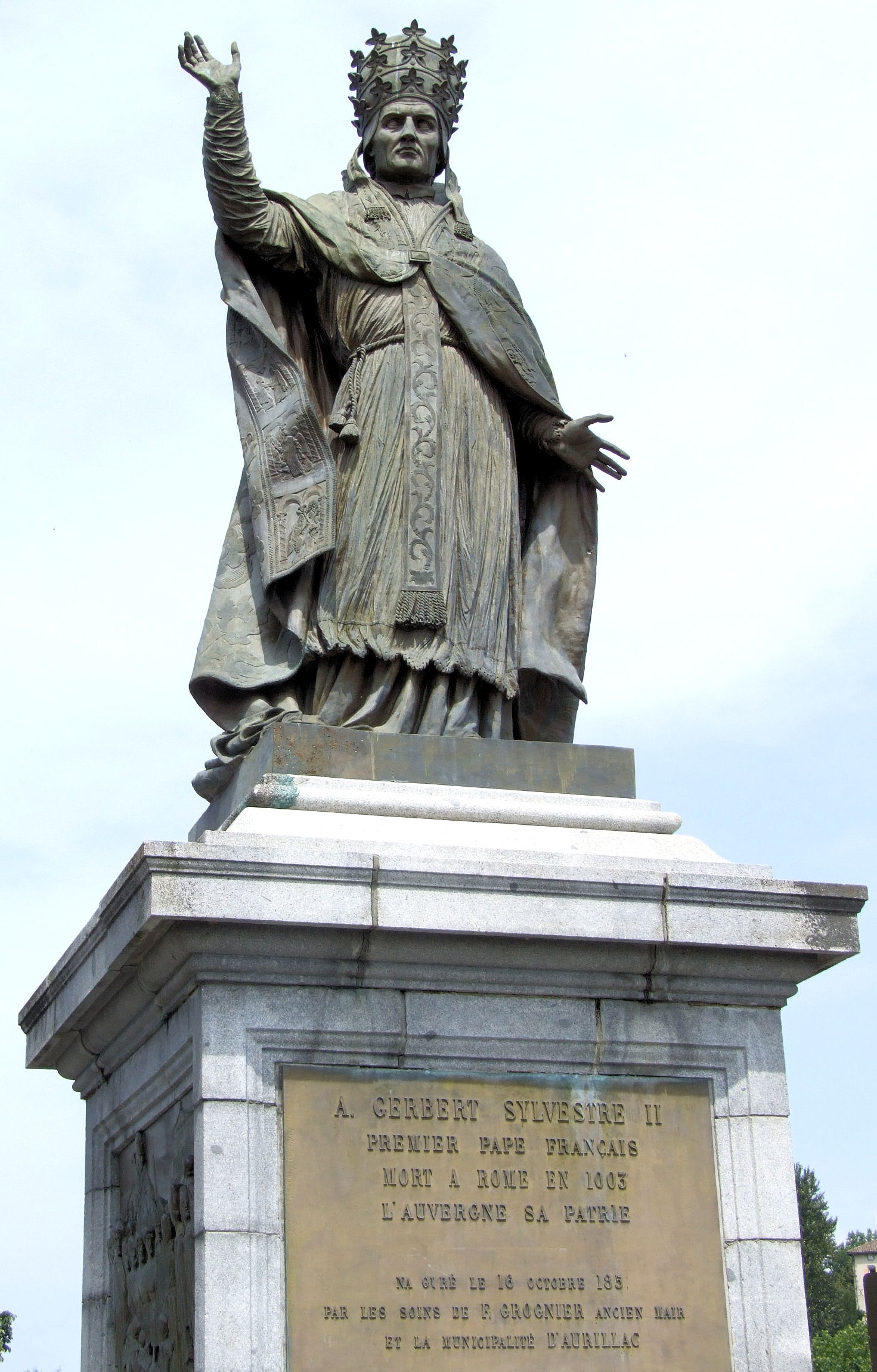
Památník se sochou papeže Silvestra II.

Adalberon označil Gerberta svým nástupcem. Když však v červnu 988 zemřel, Hugo Kapet jmenoval místo něho Arnulfa, levobočka krále Lothara. V roce 991 byl Arnulf pro údajnou zradu vůči králi sesazen a na přání Hugo Kapeta byl Gerbert zvolen jako jeho následník. Jeho zvolení však vyvolalo takový odpor, že papež Jan XV. poslal do Francie legáta, který ho dočasně zbavil biskupské hodnosti. Gerbert se snažil dokázat, že toto rozhodnutí bylo nezákonné, ale synoda v roce 995 prohlásila Arnulfovo sesazení za neplatné.

### Na papežském stolci
Na pozvání Oty III. se Gerbert v červenci 995 odebral do Magdeburku a stal se učitelem tohoto, v té době patnáctiletého, mladíka. V roce 996 se zúčastnil jeho korunovace v Římě a papež Řehoř V., Otův bratranec, ho pak v dubnu 998 jmenoval arcibiskupem ravennským. Po smrti Řehoře V. byl 2. dubna 999 s podporou císaře zvolen papežem – stal se prvním Francouzem v tomto úřadě. Zvolil si jméno Silvestr II. (podle papeže Silvestra I., rádce císaře Konstantina Velikého).
Silvestr II. zavrhl všechno, co dříve jako Gerbert hájil, stal se horlivým zastáncem papežských práv a potvrdil svého soupeře Arnulfa za arcibiskupa remešského. Roku 1000 učinil dva důležité akty v duchu programu „obnovy Říše“ (Renovatio Imperii): potvrdil polskému knížeti Boleslavu Chrabrému zřízení arcibiskupství v Hnězdně (ustaveného nad hrobem sv. Vojtěcha) a knížeti Štěpánovi Uherskému poslal královskou korunu (původně určenou pro Polsko), čímž povýšil Uhersko na království; zároveň Uhrám potvrdil též zřízení arcibiskupství v Ostřihomi.
Když v následujícím roce vypuklo v Římě povstání proti císaři, Ota a Silvestr byli nuceni utéci do Ravenny. Ota vedl dvě neúspěšné výpravy, aby znovu získal kontrolu nad městem, ale zemřel při třetí výpravě 24. ledna 1002. Silvestr se vrátil do Říma brzy po smrti Oty, ačkoli vzbouřená šlechta měla stále moc. Zemřel 12. května 1003 a byl pochován v bazilice svatého Jana v Lateráně.

## Dílo
Gerbert z Aurillacu je považován za jednoho z největších učenců své doby. Byl především významným matematikem, je autorem řady matematických prací. Seznámil se s arabskými číslicemi používanými ve Španělsku a dokázal z hlavy provádět výpočty, které byly velice obtížné pro ty, kteří uvažovali pomocí římských číslic. Do Evropy znovu vrátil abakus. Popsal mechanické hodiny, nikoli však kyvadlové. V Remeši sestrojil hydraulické varhany,[zdroj?] které předčily všechny do té doby známé nástroje, kde vzduch musel být pumpován ručně. Může být též autorem popisu astrolábu, který byl vydán Hermannem Contractem o nějakých 50 let později. V dopise z roku 984 žádá Lupita z Barcelony o překlad arabských astronomických děl.
Zabýval se také tzv. horologií, což souvisí s problematikou měření času a vytvářením hodin. Pro sestavení (nejen) slunečních hodin Gerbert potřeboval provést různé propočty ohledně dělení světa na zemská časová pásma. Někdy okolo roku 996 pak vyrobil pro město Magdeburg mechanické hodiny – první přístroj tohoto typu, o němž se zachovaly záznamy.
Jako papež zahájil rozhodný boj proti široce rozšířeným praktikám svatokupectví a konkubinátu mezi duchovenstvem, trvaje na tom, že jenom schopný a bezúhonný muž se může stát biskupem. Toho se týká dogmatické pojednání De corpore et sanguine Domini.
Dochované spisy Gerberta z Aurillacu vydal Migne v 139. svazku Patrologia latina.
- Matematické spisy
  - Libellus de numerorum divisione
  - De geometria
  - Epistola ad Adelbodum
  - De sphaerae constructione
  - Libellus de rationali et ratione uti
- Církevní spisy
  - Sermo de informatione episcoporum
  - De corpore et sanguine Domini
  - Selecta e concil. Basol., Remens., Masom., etc.
- Dopisy
  - Epistolae ante summum pontificatum scriptae  (218 dopisů, včetně dopisů císaři, papeži a různým biskupům)
  - Epistolae et decreta pontificia (15 dopisů různým biskupům včetně Arnulfa, opatům, jeden dopis uherskému králi Štěpánovi I., jeden pochybný dopis Ottovi III., pět krátkých básní)
- Ostatní
  - Acta concilii Remensis ad S. Basolum
  - Leonis legati epistola ad Hugonem et Robertum reges

## Gerbert z Aurillacu v legendách
Gerbertova pověst znalce magických umění byla zdrojem legend, které ho vykreslovaly jako čaroděje ve spolku s Ďáblem.
Jedna z legend tvrdila, že vlastnil knihu kouzel, kterou ukradl arabskému filozofovi ve Španělsku. Kouzelník ho pronásledoval a mohl ho sledovat podle hvězd, ale Gerbert se skryl zavěšen pod dřevěným mostem, kde mezi nebem a zemí byl pro kouzelníka neviditelný.
Jiné legendy tvrdily, že vyrobil bronzovou hlavu, která dokázala odpovídat na jeho otázky ano nebo ne; že byl ve spolku s démonkou jménem Meridiana, která se objevila, když byl odmítnut pozemskou láskou a s jejíž pomocí se mu podařilo nastoupit na papežský trůn (podle jiných legend získal papežství ve hře v kostky s Ďáblem). Meridiana (nebo bronzová hlava) řekla Gerbertovi, že pokud někdy bude sloužit mši v Jeruzalémě, Ďábel si pro něj přijde. Gerbert potom zrušil cestu do Jeruzaléma, ale když sloužil mši v kostele svaté Marie Jeruzalémské (také nazývaný „Jeruzalémský kostel“) v Římě, brzy onemocněl a když umíral, požádal své kardinály, aby rozřezali jeho tělo a rozházeli ho po městě. V jiné verzi byl dokonce napaden Ďáblem, když sloužil mši, Ďábel ho zohavil a dal jeho oči démonům, aby si s nimi hráli. Litující Silvestr si pak uřezal ruce a jazyk.
Nápis na jeho hrobce čtený v části Iste locus Silvestris membra sepulti venturo Domino conferet ad sonitum („Toto místo, při příchodu Pána, vydá zvuku [poslední polnice] pohřbené tělo Silvestra“, špatně překládáno jako „vydá zvuk“) dal vzniknout podivné legendě, že jeho kosti budou chrastit v hrobce těsně před smrtí papeže.
Legendy o Gerbertovi z Aurillacu jako čaroději vznikaly během staletí po jeho smrti. Existovali i jiní papežové, kteří byli podezíráni z čarodějnictví, například Jan XXI. a Benedikt XII. Řehoř XII. byl vyslýchán kvůli magickým praktikám na koncilu v Pise v roce 1409.